# Soundtrack to a Coup d'Etat
Soundtrack to a Coup d'Etat es un documental de 2024 dirigido por Johan Grimonprez, que narra un episodio de la Guerra Fría en el que los músicos estadounidenses Abbey Lincoln y Max Roach irrumpieron en el Consejo de Seguridad de la ONU en protesta por el asesinato del líder congoleño Patrice Lumumba. La película incluye extractos de obras como My Country, Africa de Andrée Blouin, Congo Inc. de In Koli Jean Bofane, To Katanga and Back de Conor Cruise O'Brien, así como memorias en audio de Nikita Khrushchev.
La película se estrenó en el Festival de Cine de Sundance el 22 de enero de 2024 y ganó el premio André Cavens a la Mejor Película otorgado por la Asociación de Críticos de Cine de Bélgica. Soundtrack to a Coup d'Etat ha sido nominada a la categoría de Mejor Largometraje Documental en la 97.ª edición de los Premios Óscar.

## Trama
Una mañana de febrero de 1961, la cantante Abbey Lincoln y el baterista Max Roach irrumpieron en el Consejo de Seguridad de la ONU para protestar contra el asesinato del primer ministro Patrice Lumumba del recién independizado Congo. Acompañados por dieciséis manifestantes, gritaron, lanzaron puñetazos, golpearon sus tacones de aguja y provocaron una escaramuza con los desprevenidos guardias, mientras los diplomáticos observaban atónitos.
Seis meses antes, dieciséis países africanos recién independizados fueron admitidos en las Naciones Unidas, lo que despojó a las antiguas potencias coloniales de su mayoría de votos. El líder soviético Nikita Khrushchev, en oposición al intento de toma de poder neocolonial en la República del Congo (Léopoldville, actual RD Congo), denuncia la discriminación racial impuesta por Estados Unidos y la complicidad de la ONU en el derrocamiento de Lumumba, exigiendo la descolonización inmediata a nivel mundial.
Con el fin de mantener el control sobre las riquezas del antiguo Congo Belga, el rey Balduino de Bélgica encuentra un aliado en la administración de Eisenhower, que teme perder el acceso a una de las mayores reservas de uranio del mundo, vital para la producción de armas nucleares. El Congo-Léopoldville ocupa un lugar central tanto en la Guerra Fría como en el intento de controlar la ONU. En este contexto, el Departamento de Estado de Estados Unidos envía al embajador del jazz, Louis Armstrong, con la misión de ganar los corazones y las mentes de África. Sin saberlo, Armstrong se convierte en una distracción para desviar la atención del primer golpe de Estado poscolonial en África, que culmina con el asesinato de Lumumba, el primer líder elegido democráticamente del Congo. Malcolm X, por su parte, se alza en apoyo de Lumumba y su lucha por la creación de los Estados Unidos de África, mientras redefine la lucha por los derechos de los afroamericanos no como una cuestión de derechos civiles, sino de derechos humanos, buscando llevar el caso ante la ONU.
Mientras los embajadores del jazz negro se presentan inadvertidamente en un contexto marcado por la presencia de agentes encubiertos de la CIA, figuras como Armstrong, Nina Simone, Duke Ellington, Dizzy Gillespie y Melba Liston se enfrentan a un dilema profundo: cómo representar a un país donde la segregación racial sigue siendo ley.
El jazz y la descolonización se entrelazan en este episodio olvidado de la Guerra Fría, donde los músicos más grandes de la época se convirtieron en actores políticos, mientras los políticos oprimidos prestaban sus voces como cantantes principales involuntarios. Esta historia sobre el debilitamiento de la autodeterminación africana se cuenta desde la perspectiva de la activista de derechos humanos y política de la República Centroafricana Andrée Blouin, el diplomático irlandés y enfant terrible Conor Cruise O'Brien, el escritor belga-congoleño In Koli Jean Bofane y el propio Nikita Khrushchev.

## Elenco
- Louis Armstrong, músico de jazz
- Dizzy Gillespie, músico de jazz
- Abbey Lincoln, músico de jazz
- Max Roach, músico de jazz
- Nina Simone, músico de jazz
- Miriam Makeba, músico de jazz
- John Coltrane, músico de jazz
- Duke Ellington, músico de jazz
- Melba Liston, músico de jazz
- Eric Dolphy, músico de jazz
- Charles Mingus, músico de jazz
- Ornette Coleman, músico de jazz
- Le Grand Kallé, músico de Rumba Africana
- Rock-a-Mambo, orquesta de Rumba Africana
- Dr. Nico, músico de Rumba Africana
- Marie Daulne "Zap Mama", músico belga-congolés
- Patrice Lumumba, primer ministro congoleño
- Eddy Wally, músico belga
- Willis Connover, locutor de la Voz de América
- René Magritte, pintor belga
- Andrée Blouin, pan-africanista
- Dag Hammarskjöld, Secretario General de la ONU
- Nikita Khrushchev, presidente soviético (1958–1964)
- In Koli Jean Bofane, novelista
- Malcolm X, activista de derechos humanos
- Conor Cruise O'Brien, diplomático irlandés/escritor
- Allen Dulles, director de la CIA (1953 - 1961)
- John F. Dulles, Secretario de Estado de EE. UU. (1953 - 1959)

## Producción
Una de las inspiraciones de Johan Grimonprez para hacer la película fue su fascinación por el incidente del zapato golpeado por Nikita Khrushchev. La película, realizada completamente con material de archivo, fue editada utilizando Adobe Premiere Pro y corregida en color con DaVinci Resolve.